# Thượng phụ Aleksey II thành Moskva
Thượng phụ Alêxiô Nhị Thế (hay Alexius II, tiếng Nga: Патриарх Алексий II; tên thế tục Aleksey Mikhailovich von Ridigertiếng Nga: Алексе́й Миха́йлович Ри́дигер; 23 tháng 2 năm 1929 – 5 tháng 12 năm 2008) là Thượng phụ Moskva và toàn nước Nga thứ 15, là primate của Giáo hội Chính thống giáo Nga.
Được bầu làm Thượng phụ thành Moskva 18 tháng trước khi tan rã của Liên Xô, ông đã trở thành vị thượng phụ Nga đầu tiên của thời kỳ hậu Liên Xô.